# Медведєва Наталія Вікторівна
Медведєва Наталія Вікторівна — українська актриса, організатор кіновиробництва.
Народилася 12 травня 1944 р. в м. Рибниця (Молдавія) в родині актора В. П. Поліщука. Закінчила Київський державний інститут театрального мистецтва ім. І. Карпенка-Карого (1968).
Працювала у відділі театрознавства Інституту мистецтвознавства, фольклору та етнографії ім. М. Т. Рильського АН України, в Держкіно УРСР.
Знялась у фільмі «Дума про Британку» (1969). Директор телерадіокомпанії «АНАТА».
Член Національних спілок кінематографістів і театральних діячів України.